# Sigrid Fick
Sigrid Fick (n. 28 martie 1887, Helsingfors, Imperiul Rus – d. 4 iunie 1979, Stockholm, Suedia) a fost o jucătoare de tenis suedeză, medaliată olimpică. A participat la 2 ediții ale Jocurilor Olimpice (1912, 1924) în care a câștigat o medalie de argint și o medalie de bronz.